# Веренчанка
Веренча́нка (укр. Веренчанка) — село в Черновицком районе Черновицкой области Украины. Административный центр Веренчанской сельской общины.
До 2020 года входило в Заставновский район
Население по переписи 2001 года составляло 3701 человек. Почтовый индекс — 59420. Телефонный код — 3737. Код КОАТУУ — 7321582901.